# بسام الدعسی
بسام الدعسی (انگلیسی: Bassam Dâassi؛ زادهٔ ۱۳ سپتامبر ۱۹۸۰) بازیکن فوتبال اهل تونس بود.
از باشگاه‌هایی که در آن بازی کرده‌است می‌توان به باشگاه فوتبال الملعب تونس اشاره کرد.
وی همچنین در تیم ملی فوتبال تونس بازی کرده‌است.